# Charles van Melckebeke
Charles-Joseph van Melckebeke (dit Carlo), né le 19 juin 1898 à Saint-Josse-ten-Noode, Bruxelles (Belgique) et décédé le 26 août 1980 à Singapour, est un prêtre scheutiste belge, missionnaire en Chine, et évêque de Yinchuan de 1946 à sa mort, mais vivant en exil, à Singapour, depuis 1953.

## Biographie
Ordonné prêtre dans la congrégation missionnaire des scheutistes en 1922, Van Melckebeke est missionnaire en Chine de 1923 à 1933, puis à nouveau de 1937 à 1943, année où il fut emprisonné au Japon. 
Le 14 mars 1946, il est nommé vicaire apostolique de Yinchuan (Ningxia) avec le siège titulaire de Sufès, puis le 14 avril 1946, il est nommé évêque de Yinchuan (Ningxia). Son ordination épiscopale a lieu le 30 mai 1946.
En 1952, il est emprisonné par le régime communiste. Libéré, il est expulsé du pays et devient en 1953 visiteur apostolique à Singapour pour les ressortissants chinois, tout en gardant jusqu'à sa mort son titre d'évêque de Yinchuan (n'y étant pas remplacé), au titre duquel il participa aux quatre sessions du concile Vatican II (1962-1965). 